# Кравченко Віктор Миколайович
Віктор Миколайович Кравченко (нар. 10 січня 1976, Шостка) — український футболіст, що грав на позиції захисника та півзахисника. Відомий за виступами за низку українських клубів, у тому числі у складі сімферопольської «Таврії» та запорізького «Металурга» у вищій українській лізі, а також у клубі «Атирау» найвищого дивізіону Казахстану.

## Кар'єра футболіста
Віктор Кравченко розпочав виступи на футбольних полях у клубі першої української ліги СБТС із Сум у сезоні 1994—1995 років. Проте в цьому сезоні сумський клуб вибув до другої ліги, та отримав нову назву «Агротехсервіс». Кравченко зіграв на нижчому рівні за сумську команду лише 1 гру, та після перерви у виступах на рік став гравцем іншого клубу другої ліги «Факел» із Варви. У складі команди газовидобувників футболіст грав протягом півтора року. після чого отримав запрошення до команди вищої ліги «Металург» із Запоріжжя. У вищоліговій команді Віктор Кравченко грав протягом півтора року, зігравши за цей час 24 матчі. Проте він не завжди був гравцем основного складу, неодноразово виступаючи за фарм-клуб запорізької команди в другій лізі.
На початку сезону 1999—2000 років Віктор Кравченко став гравцем іншого запорізького клубу «Торпедо», яке грало на той час у першій лізі. Проте в цьому сезоні запорізька команда була оголошена банкрутом, та достроково припинила виступи в чемпіонаті, а Кравченко догравав сезон у іншій команді першої ліги «Поліграфтехніка» з Олександрії.
На початку сезону 2000—2001 років Віктор Кравченко отримав запрошення до команди вищої ліги «Таврія» з Сімферополя. У цій команді він, хоч і не з першого сезону виступів, зумів стати одним із основних гравців захисної ланки команди. У сімферопольському клубі Кравченко грав протягом двох з половиною років, за які він провів 53 матчі в чемпіонаті України та 6 матчів у Кубку України, а також 4 матчі в Кубку Інтертото. З початку 2003 року футболіст став гравцем команди першої ліги «Прикарпаття» із Івано-Франківська. У цій команді футболіст грав протягом двох років, зігравши за цей час 49 матчів, кілька матчів він провів також за фарм-клуб івано-франківської команди з Калуша. З початку 2005 року Віктор Кравченко грав за казахський клуб найвищого дивізіону «Атирау», в якому за чотири роки провів 98 матчів першості країни. У 2008 році Кравченко завершив виступи на футбольних полях.